# Der Tod des Tizian
Der Tod des Tizian von Hugo von Hofmannsthal wurde 1892 als Fragment (Bruchstück) eines lyrischen Dramas veröffentlicht. 
Es erschien im ersten Band der Blätter für die Kunst, die der mit ihm bekannte Dichter Stefan George gründete.
Die Uraufführung fand als „dramatisches Fragment“ mit neuem Prolog und verändertem Schluss anlässlich der Totenfeier des von Hofmannsthal verehrten Malers Arnold Böcklin am 14. Februar 1901 in München statt.
Das Werk umfasst lediglich 347 Verse und wird zum Frühwerk des Dichters gerechnet; es zeigt aber wesentliche poetologische und ästhetische Grundzüge des Dichters und verblüfft durch seine Tiefgründigkeit - Hofmannsthal schrieb den Tod des Tizian 18-jährig.

## Inhalt
Im Prolog wendet sich ein Page an das Publikum: Er erzählt von seiner persönlichen Beziehung zu dem Werk, das gleich aufgeführt wird. So sei er während einer Bildbetrachtung in einem Schloss auf den Dichter getroffen, der ihm das Werk überreicht habe. Das Stück gefällt dem Pagen, es sei nicht so hübsch wie Sommerlieder, aber die Themen seien schön: junges Ahnen, Schmelz der ungelebten Dinge, altkluge Weisheit, früher Zweifel, große, fragende Sehnsucht.
Im Jahr 1576 stirbt der Maler Tizian 99-jährig in seiner Villa. Seine Schüler befinden sich auf der Terrasse. Der junge, schöne Gianino sowie Tizians Sohn, genannt Tizianello, treten zu ihnen und berichten vom momentan schlechten Zustand des Künstlers. Die Schüler sorgen sich um ihn.
Gianino erzählt von einer nächtlichen Naturerfahrung, in der er, von der Natur gerufen, sie mit allen Sinnen wahrnimmt. Er erwähnt die Stadt, die ruhig, verlockend ein anderes Erleben verursacht. Desiderio warnt vor den Gefahren, die von der Stadt ausgehen, und erhebt sich über die Bewohner. Die Schüler plädieren gemeinschaftlich für die Trennung der Stadt von Tizians Villa, denn nur hier erfahren sie das wahre Schöne.
Pagen tragen zwei Bilder Tizians über die Terrasse: Die Venus und ein Bacchanal. Der sterbende Maler möchte sie im Moment seines Todes sehen, um sie zu übertreffen. 
Tizianello schließt eine Lobrede auf die Schönheit mit der bitteren Erkenntnis ab, dass die Stadt nie die Schönheit verstehen wird, die den Werken Tizians, des Schöpfers des Schönen, innewohnt.
Die drei Mädchen Lavinia, Cassandra und Lisa treten auf die Terrasse und berichten, dass Tizian nun an seinem letzten Bild malt, nachdem er alle bisherigen Werke verworfen hat. Für das Bild standen die Mädchen Modell: Lavinia als die Göttin Venus, Cassandra verstohlen lachend, ihre Haare feucht von Küssen und Lisa ganz verspielt mit einer Puppe (Pan).  
Desiderio hält eine abschließende Lobrede auf das Genie Tizians, der im Unterschied zu allen anderen in der Lage ist, Dingen Schönheit zu verleihen.

## Interpretation
Der Tod des Tizian ist keine historische Darstellung des letzten Tages im Leben des Renaissancemalers Tizian, sondern eine Projektion der Situation in Themen und Probleme des Fin de siècle. 
Hofmannthals lyrisches Drama zeigt die Unvereinbarkeit von Kunst und Leben auf mehreren Ebenen: Zunächst sind Künstlervilla und Stadt strikt voneinander getrennt, gegenseitiges Verständnis ist nicht auszumachen, im Gegenteil: Desiderio unterstreicht seine geistige Überlegenheit mit offensichtlicher Arroganz. Hier greift die Ästhetizismuskritik Hofmannsthals.
Daneben zeigt sich jedoch auch der Unterschied von Künstler zu Dilettanten im Verhältnis Tizians zu seinen Schülern: Während die Schüler ganz offen zugeben, dass sie niemals an das Schöpfertum Tizians reichen werden, zeigen sie sogleich, warum dem so ist: Sie missverstehen den Moment der letzten Schaffenskraft des Malers. Im Tod verwirft dieser all seine Bilder, um ein Neues zu schaffen, das Lebensverherrlichung und Schönheit vereinigt.
Grundsätzliche Skepsis am Bild Tizians ist angebracht, denn Lehrer und Schüler sind voneinander getrennt. Tizian selbst erscheint im Stück nicht, seine Figur ist nur durch die Aussagen der Schüler vermittelt dargestellt und daher zu hinterfragen.

## Einflüsse
Die Einflüsse auf das Werk sind vielfältig: Neben Stefan George und seinem Gedicht Der Infant von 1890 sind Symbolisten (Stéphane Mallarmé, Charles Baudelaire, Edgar Allan Poe, Paul Verlaine), Friedrich Nietzsche, Arnold Böcklin und Ästhetizisten zu nennen.

## Ausgaben in der Insel-Bücherei
In der 1912 begründeten Insel-Bücherei erlebte das Drama bis 1948 insgesamt 11 Auflagen mit 88.000 Exemplaren; nach 1945 war es aber nur im Wiesbadener Verlagshaus noch einmal im 84. bis 88. Tsd. aufgelegt worden. Anton Kippenberg, der Leiter des Insel Verlags, hatte das Drama zunächst als Nummer 1 der neuen Buchreihe vorgesehen. Kurz vor der öffentlichen Bekanntmachung des Reihenbeginns im Börsenblatt im Mai 1912  hatte er sich jedoch für Rilkes Weise von Liebe und Tod des Cornets Christoph Rilke entschieden und das Hofmannsthal-Bändchen auf die Nummer 8 des ersten Reihendutzends gesetzt.